# Frontera entre Corea del Norte y Rusia
La frontera entre la República Popular Democrática de Corea y la Federación de Rusia es de 41 km en total, comparten límites territoriales tanto terrestres como marítimos; la parte terrestre mide 19 km, lo que la convierte en una de las más pequeñas fronteras internacionales; específicamente, para ambos Estados se trata de su frontera internacional más corta. La parte marítima mide aproximadamente 22 km .

## Trazado

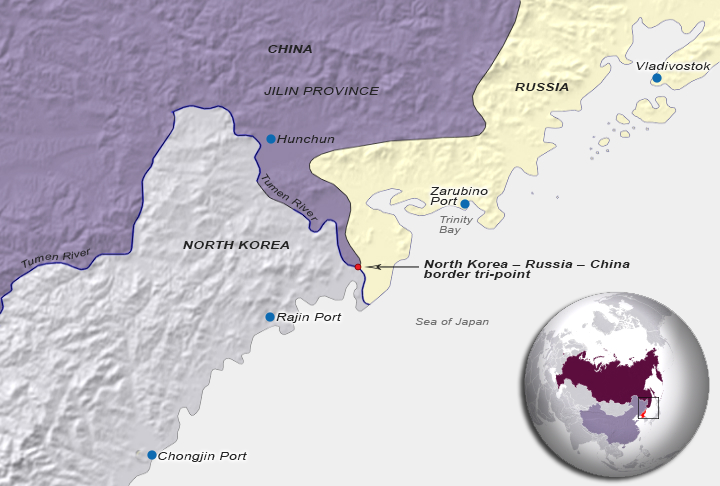
Trifinio entre China, Rusia y Corea del Norte.

La frontera está ubicada al noreste de Corea del Norte y al este de Rusia. Inicia no muy lejos de la ciudad rusa de Jasán, a la conjunción de las fronteras sino-rusa y sino-coreana (42° 25′ N, 130° 36′ E).
Sigue por el curso medio del río Tumen hacia el sur hasta su desembocadura en el mar del Japón (42° 17′ 34,34″ N, 130° 41′ 49,16″ E).
La frontera marítima sigue luego en dirección sudeste, primero hasta el límite de las aguas territoriales de los dos países (42° 09′ N, 130° 53′ E), después por sus zonas económicas exclusivas (40° 16′ N, 132° 49′ E).
Administrativamente, la frontera separa al krai ruso de Primorie de la ciudad norcoreana de Rasŏn.
En lo que respecta a la frontera marítima, esta fue delimitada por un acuerdo bilateral firmado el 3 de septiembre de 1990: la frontera en las aguas territoriales en el mar del Japón sigue la línea de equidistancia hasta el punto de intersección con la línea del límite exterior de las aguas territoriales rusas y coreanas, cuyas coordinadas geográficas se encuentran en el punto 42° 09′ 00″ N, 130° 53′ 00″ E.

## Pasos fronterizos

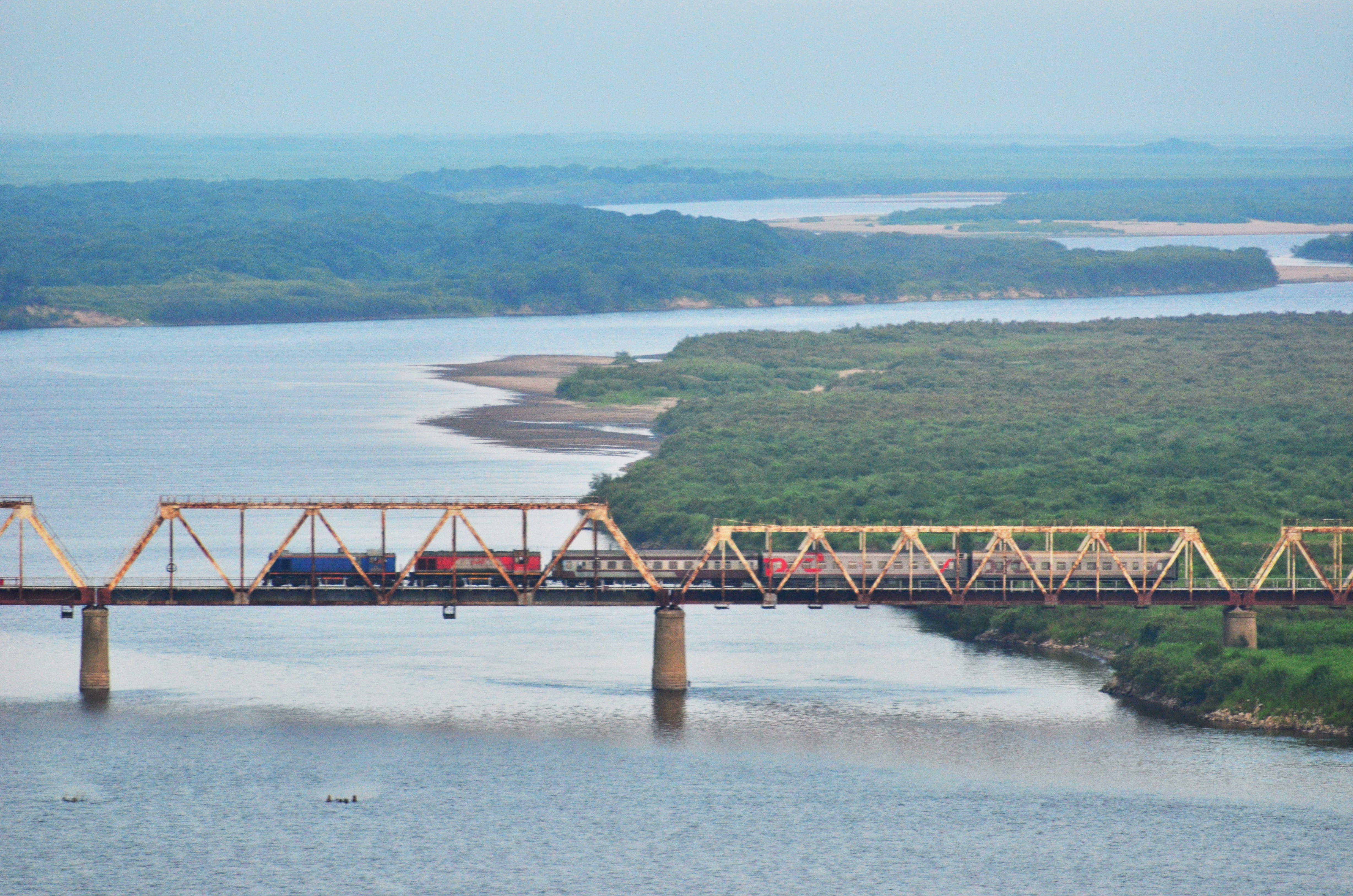
El Puente de la Amistad entre Corea del Norte y Rusia.

La frontera está atravesada por un puente ferroviario, el puente de la Amistad, cerca de su límite norte. El puente ferroviario coincide verticalmente con la frontera establecida en medio del canal principal del río Tumen y atraviesa un punto a una distancia de 89,1 metros del comienzo del travesaño de hormigón armado del puente del lado ruso y a una distancia de 491,5 metros del comienzo del travesaño metálico del puente del lado coreano.

## Historia
La frontera entre Corea y el Imperio ruso apareció formalmente en la segunda mitad del siglo XIX por medio de la Convención de Pekín de 1860. Persistió después de la anexión de Corea por Japón (1910) y la creación de la Unión Soviética (1922).
Corea del Norte resultó independiente de Japón en 1945. En la segunda mitad de los años 1980, varios tratados precisaron el trazado de la frontera, incluyendo su parte marítima.
Tras la desintegración de la Unión Soviética, la frontera no fue cuestionada.